# Seaborne Airlines
Seaborne Airlines es una aerolínea puertorriqueña. Tiene su sede en el World Plaza Building en San Juan, Puerto Rico. En 2013 la empresa trasladó su sede de Christiansted, Saint Croix, Islas Vírgenes de los Estados Unidos a Puerto Rico.

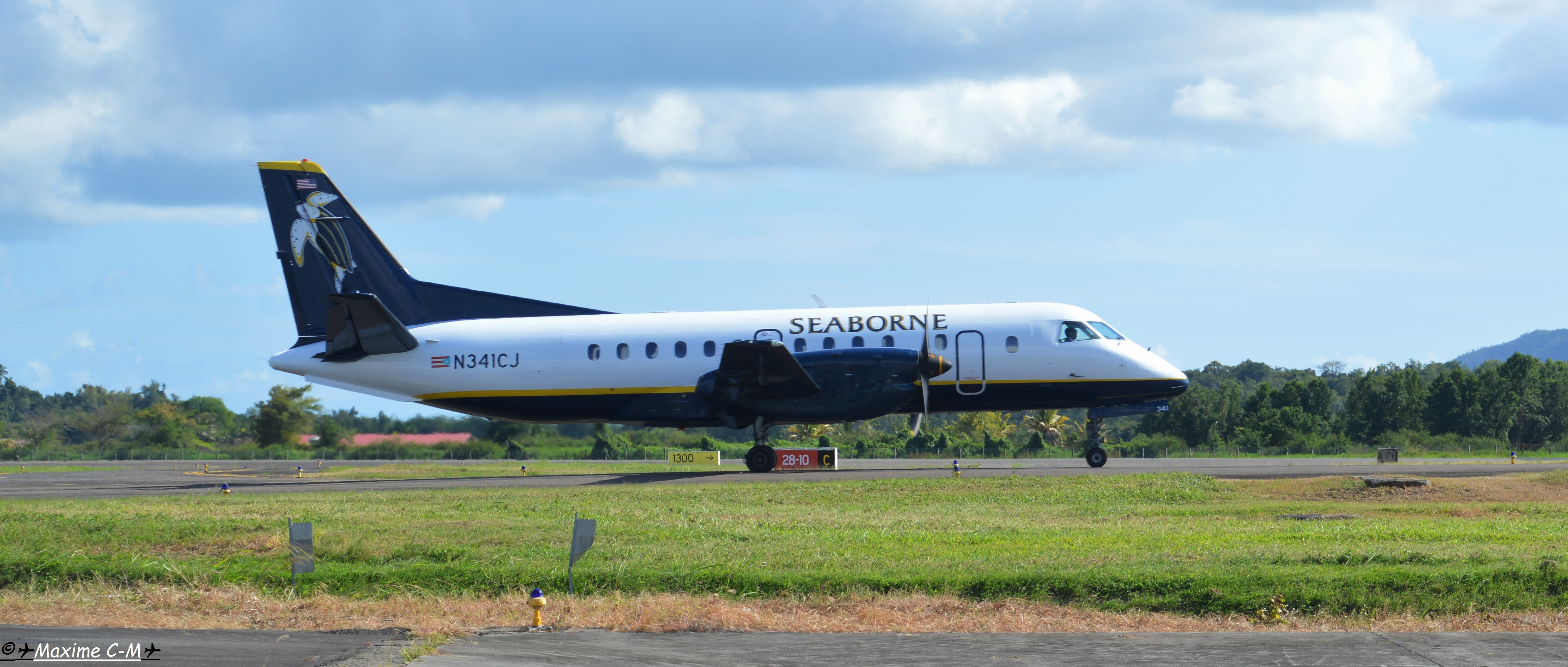
Saab 340 de Seaborne

## Flota

### Flota Actual
La flota de Seaborne Airlines se compone de las siguientes aeronaves (agosto de 2022), a continuación se encuentran especificados cada uno de los equipos utilizados.
| Saab 340B | 1 | — |  |  |  |  |
| Total     | 1 | — |  |  |  |  |

La flota de la aerolínea posee a agosto de 2022 una edad media de 28.9 años.